# Georges Leygues
Georges Leygues (ur. 26 października 1857, zm. 2 września 1933) – francuski polityk czasów III Republiki, premier Francji.
Georges urodził się w 1857 w Villeneuve-sur-Lot. W 1885 roku został wybrany do Zgromadzenia Narodowego. Reprezentował departament Lot i Garonna. Od początku swojej działalności partyjnej związany z Sojuszem Demokratycznym w skład którego wchodzili, liberałowie, radykalni socjaliści oraz republikanie (po I wojnie światowej politycy o poglądach centroprawicowych).
Na przestrzeni następnych lat pełnił wiele funkcji ministerialnych z czego do najważniejszych należały teki ministra oświaty publicznej w latach 1898–1902 oraz urząd ministra floty w rządzie Georges’a Clemenceau.
24 września 1920 roku mianowany na funkcję premiera Francji. Po niecałych czterech miesiącach urzędowania, 16 stycznia 1921 roku zastąpiony na tym stanowisku przez Aristide Brianda.
W następnych latach po raz kolejny pełnił funkcje ministerialne, w tym po raz drugi w karierze objął urząd ministra floty. Funkcję tę pełnił w latach 1932–1933. Na tym stanowisku pracował wraz z admirałem Henrim Salaunem, z którym nieudanie starał się zwiększyć wielkość marynarki francuskiej.
Georges Leygues zmarł w 1933 roku w Saint-Cloud w wieku 75 lat. W chwili śmierci pełnił obowiązki ministra floty.

## Pamięć
Na jego cześć nazwano dwa okręty marynarki francuskiej którymi były:
- „Georges Leygues” – lekki krążownik z czasów II wojny światowej
- „Georges Leygues” – niszczyciel rakietowy typu Georges Leygues